# Norwegische Meisterschaften im Skispringen 2020
Die norwegischen Meisterschaften im Skispringen 2020 fanden am 30. und 31. Oktober in Oslo statt. Ursprünglich sollten die Wettbewerbe am 26. und 27. März auf dem Lysgårdsbakken in Lillehammer abgehalten werden, doch machte die COVID-19-Pandemie eine Verschiebung notwendig. Damit fanden erstmals die offiziellen Meisterschaften auf einer mit Matten belegten Schanze statt. Darüber hinaus wurden die Meister nicht wie geplant von der Großschanze, sondern von der Normalschanze, ermittelt. Des Weiteren gab es mit der ersten Austragung eines Mixed-Team-Wettbewerbs eine Premiere. Die Meisterschaftsspringen fanden ohne die Spitzenathletin Maren Lundby sowie ohne Thomas Aasen Markeng, Robert Johansson und Anders Fannemel statt. Im Gegensatz zu den Wettbewerben der Senioren konnten die Junioren ihre Wettkämpfe noch im Winter abhalten, sodass die Juniorenmeister am 7. und 8. Februar in Rena sowie am 16. Februar in Vikersund gekürt wurden.

## Programm und Zeitplan
Das Programm der Meisterschaften wurde auf zwei Tage aufgeteilt.
| Datum            | Uhrzeit      | Ereignis                           | Ort        |
| ---------------- | ------------ | ---------------------------------- | ---------- |
| Fr., 30. Oktober | 16:00        | Mannschaftsführersitzung           | Midtstuen: |
| Fr., 30. Oktober | 17:00        | Offizielles Training               | Midtstuen: |
| Fr., 30. Oktober | 19:00        | Erster Durchgang (Frauen & Männer) | Midtstuen: |
| Fr., 30. Oktober | anschließend | Finaldurchgang (Frauen & Männer)   | Midtstuen: |
| Fr., 30. Oktober | 22:00        | Medaillenverleihung                | Midtstuen: |
| Sa., 31. Oktober | 15:00        | Probedurchgang                     | Midtstuen: |
| Sa., 31. Oktober | 16:00        | Teamspringen                       | Midtstuen: |
| Sa., 31. Oktober | 18:30        | Mixed-Teamspringen                 | Midtstuen: |
| Sa., 31. Oktober | 20:00        | Medaillenverleihung                | Midtstuen: |

## Ergebnisse

### Frauen

#### Normalschanze
Das Meisterschaftsspringen von der Midtstuen-Normalschanze (K-95 / HS-106) fand am 30. Oktober 2020 in Oslo statt. Neben den elf norwegischen Frauen nahmen mit Abigail Strate, Natalie Eilers und Frida Westman auch drei internationale Athletinnen in der Gästeklasse am Wettkampf teil. Nachdem Kvandal vor wenigen Wochen norwegische Sommer-Meisterin wurde, musste sie sich dieses Mal mit dem zweiten Rang zufriedengeben. Geschlagen wurde sie von Silje Opseth, die im Jahr zuvor bereits den Titel von der Normalschanze gewonnen hatte.
| Platz | Name                  | Verein                  | Weite 1 [m] | Weite 2 [m] | Punkte |
| ----- | --------------------- | ----------------------- | ----------- | ----------- | ------ |
| 01.   | Silje Opseth          | Holeværingen IL         | 102,5       | 098,5       | 254,5  |
| 02.   | Eirin Maria Kvandal   | Mosjøen IL              | 101,5       | 101,0       | 250,3  |
| 03.   | Anna Odine Strøm      | Alta IF                 | 091,0       | 098,5       | 215,2  |
| 04.   | Thea Minyan Bjørseth  | Lensbygda Sportsklubb   | 090,0       | 097,0       | 211,4  |
| 05.   | Frida Berger          | Røykenhopp              | 085,0       | 089,5       | 177,4  |
| 06.   | Karoline Skatvedt     | Trøgstad Skiklubb – Ski | 079,5       | 078,0       | 137,2  |
| 07.   | Karoline Røstad       | Skogen IL               | 073,5       | 078,5       | 127,2  |
| 08.   | Mathilde Årva Selbekk | Fossum IF               | 075,0       | 072,0       | 120,8  |
| 09.   | Heidi Dyhre Traaserud | Heddal IL               | 073,5       | 073,0       | 114,1  |
| 10.   | Ingrid Hordvik Kleven | Kongsberg IF            | 075,0       | 069,0       | 107,6  |
| 11.   | Eva Johansen Amble    | Ullensaker Skiklubb     | 070,0       | 071,5       | 100,2  |

#### Juniorinnen Mittelschanze
Der Einzelwettbewerb der Juniorinnen von der Mittelschanze im Vikersund Hoppsenter (K-65 / HS-72) fand am 16. Februar 2020 in Vikersund statt. Es waren fünf Athletinnen gemeldet, die alle in die Wertung kamen. Den Meistertitel gewann Heidi Dyhre Traaserud.
| Platz | Name                  | Verein                  | Weite 1 [m] | Weite 2 [m] | Punkte |
| ----- | --------------------- | ----------------------- | ----------- | ----------- | ------ |
| 01.   | Heidi Dyhre Traaserud | Heddal IL               | 064,5       | –           | 103,6  |
| 02.   | Frida Berger          | Røykenhopp              | 055,5       | –           | 088,6  |
| 03.   | Ingrid Hordvik Kleven | Kongsberg IF            | 061,5       | –           | 086,9  |
| 04.   | Ingrid Knutsen        | Furnes Skiløperforening | 049,5       | –           | 066,5  |
| 04.   | Mathilde Årva Selbekk | Fossum IF               | 048,5       | –           | 066,5  |

#### Juniorinnen Normalschanze
Der Einzelwettbewerb der Juniorinnen von der Normalschanze „Renabakken“ (K-99 / HS-109) fand am 7. Februar 2020 in Rena statt. Es waren fünf Athletinnen gemeldet, die alle in die Wertung kamen. Den Meistertitel gewann Heidi Dyhre Traaserud.
| Platz | Name                  | Verein                  | Weite 1 [m] | Weite 2 [m] | Punkte |
| ----- | --------------------- | ----------------------- | ----------- | ----------- | ------ |
| 01.   | Heidi Dyhre Traaserud | Heddal IL               | 085,5       | 092,0       | 166,0  |
| 02.   | Mathilde Årva Selbekk | Fossum IF               | 086,5       | 091,5       | 163,4  |
| 03.   | Ingrid Hordvik Kleven | Kongsberg IF            | 084,5       | 090,0       | 161,7  |
| 04.   | Mathilde Oustad       | Furnes Skiløperforening | 078,0       | 081,0       | 127,9  |
| 05.   | Frida Berger          | Røykenhopp              | 066,0       | 075,0       | 085,2  |

### Männer

#### Normalschanze
Das Meisterschaftsspringen von der Midtstuen-Normalschanze (K-95 / HS-106) fand am 30. Oktober 2020 in Oslo statt. Es gingen 70 Athleten an den Start, jedoch wurde einer disqualifiziert. Im zweiten Durchgang waren lediglich die besten Dreißig des ersten Durchgangs startberechtigt. Norwegischer Meister wurde Daniel-André Tande.
| Platz | Name                  | Verein            | Weite 1 | Weite 2 | Punkte |
| ----- | --------------------- | ----------------- | ------- | ------- | ------ |
| 01.   | Daniel-André Tande    | Kongsberg IF      | 103,5   | 105,0   | 277,5  |
| 02.   | Halvor Granerud       | Asker Skiklubb    | 103,5   | 105,5   | 275,0  |
| 03.   | Marius Lindvik        | Rælingen Skiklubb | 102,0   | 103,5   | 259,6  |
| 04.   | Fredrik Villumstad    | Skimt             | 100,5   | 102,5   | 255,0  |
| 05.   | Jarl Magnus Riiber    | IL Heming         | 095,5   | 103,0   | 251,3  |
| 06.   | Johann André Forfang  | Tromsø Skiklub    | 097,5   | 100,0   | 243,6  |
| 07.   | Oscar Westerheim      | Bækkelagets SK    | 098,0   | 099,5   | 239,7  |
| 08.   | Benedik Heggli        | Byåsen IL         | 097,0   | 100,0   | 239,0  |
| 09.   | Espen Jacobsen        | Orkdal IL         | 091,5   | 099,5   | 232,4  |
| 10.   | Andreas Buskum        | Lensbygda SK      | 095,5   | 096,0   | 230,0  |
| 11.   | Adrian Gundersrud     | Jardar IL         | 095,0   | 096,5   | 228,1  |
| 12.   | Anders Håre           | Vikersund IF      | 095,0   | 096,5   | 225,7  |
| 13.   | Mats Bjerke Myhren    | Søre Ål IL        | 095,5   | 095,0   | 224,4  |
| 14.   | Sander Vossan Eriksen | Bækkelagets SK    | 090,0   | 096,5   | 223,2  |
| 15.   | Richard Haukedal      | Bækkelagets SK    | 096,0   | 097,0   | 221,8  |

| Platz | Name                    | Verein             | Weite 1 | Weite 2 | Punkte |
| ----- | ----------------------- | ------------------ | ------- | ------- | ------ |
| 16.   | Robin Pedersen          | Stålkameratene IL  | 088,0   | 099,5   | 219,9  |
| 17.   | Jo Mellingsæter         | Orkdal IL          | 094,0   | 091,0   | 212,6  |
| 18.   | Andreas Varsi Breivik   | Tromsø Skiklub     | 091,0   | 092,0   | 212,5  |
| 19.   | Sondre Ringen           | Bækkelagets SK     | 095,5   | 091,0   | 211,4  |
| 20.   | Anders Ladehaug         | Nordre Land IL     | 092,0   | 094,0   | 209,6  |
| 20.   | Matias Braathen         | Øvrevoll Hosle IL  | 094,0   | 093,0   | 209,6  |
| 22.   | Joacim Bjøreng          | Røykenhopp         | 090,5   | 092,0   | 207,8  |
| 23.   | Simen Vikan             | Steinkjer Skiklubb | 089,5   | 092,5   | 206,2  |
| 24.   | Christian Røste Solberg | IL Jardar          | 088,5   | 092,5   | 204,6  |
| 25.   | Fredrik Gran            | Byåsen IL          | 096,5   | 087,5   | 203,8  |
| 26.   | Kristoffer Sundal       | IL Koll            | 091,5   | 088,0   | 203,5  |
| 27.   | Jonas Sandell           | Tromsø Skiklub     | 089,0   | 090,0   | 200,7  |
| 28.   | Pål-Håkon Bjørtomt      | Hurdal IL          | 089,0   | 090,5   | 198,4  |
| 29.   | Jens Gaarder            | Raufoss Hopp       | 093,0   | 087,0   | 194,7  |
| 30.   | Espen Andersen          | Lommedalen IL      | 088,5   | 087,0   | 193,6  |

#### Team
Das Teamspringen fand am 31. Oktober 2020 auf dem Midtstuen (K-95 / HS-106) in Oslo statt. Auch wenn es in Norwegen seit 2020 eine neue Provinzgliederung gibt, traten die Vereine noch nach der alten Ordnung an. Es nahmen 15 Teams am Wettbewerb teil. Die Titelverteidiger aus Oppland mussten ohne ihre zwei Topathleten Robert Johansson und Thomas Aasen Markeng antreten und verpassten so die Wiederholung ihres Erfolges.
| Platz | Namen                                                                          | Team          | Punkte                  | Gesamt |
| ----- | ------------------------------------------------------------------------------ | ------------- | ----------------------- | ------ |
| 01.   | Adrian Thon Gundersrud Fredrik Villumstad Marius Lindvik Halvor Egner Granerud | Akershus 1    | 233,4 270,8 250,9 260,2 | 1015,3 |
| 02.   | Sølve Jokerud Strand Joacim Ødegård Bjøreng Anders Håre Daniel-André Tande     | Buskerud 1    | 206,1 222,9 224,5 250,2 | 0903,7 |
| 03.   | Espen Jacobsen Fredrik Gran Jo Rømme Mellingsæter Bendik Jakobsen Heggli       | Sør-Trøndelag | 227,1 214,0 213,8 222,7 | 0877,6 |
| 04.   | Jens Gaarder Anders Ladehaug Mats Bjerke Myhren Andreas Granerud Buskum        | Oppland 1     | 199,9 225,3 198,5 219,3 | 0843,0 |
| 05.   | Jonas Sandell Bøorge Hansen Utby Andreas Varsi Breivik Johann André Forfang    | Troms         | 219,8 176,6 201,1 232,6 | 0830,1 |

#### Junioren Normalschanze
Der Einzelwettbewerb der Junioren von der Normalschanze „Renabakken“ (K-99 / HS-109) fand am 7. Februar 2020 in Rena statt. Es waren 48 Athleten gemeldet, doch gingen deren zwei nicht an den Start. Norwegischer Juniorenmeister wurde Bendik Jakobsen Heggli, der mit 111 Metern auch die größte Weite erzielte.
| Platz | Name                      | Verein         | Weite 1 [m] | Weite 2 [m] | Punkte |
| ----- | ------------------------- | -------------- | ----------- | ----------- | ------ |
| 01.   | Bendik Jakobsen Heggli    | Byåsen IL      | 111,0       | 108,5       | 274,1  |
| 02.   | Sander Vossan Eriksen     | Bækkelagets SK | 110,5       | 107,5       | 268,5  |
| 03.   | Jens Gaarder              | Raufoss Hopp   | 107,5       | 106,0       | 264,2  |
| 04.   | Iver Olaussen             | Byåsen IL      | 107,5       | 103,5       | 258,0  |
| 05.   | Kristoffer Eriksen Sundal | IL Koll        | 106,0       | 104,5       | 254,9  |

#### Junioren Großschanze
Der Einzelwettbewerb der Junioren von der Großschanze „Renabakken“ (K-124 / HS-139) fand am 8. Februar 2020 in Rena statt. Es waren 47 Athleten gemeldet, jedoch gingen deren zwei nicht an den Start. Norwegischer Juniorenmeister wurde Sander Vossan Eriksen, der bei der Landung seines ersten Sprunges fast gestürzt war und daher den Kampf um Gold aufgrund schlechter Haltungsnoten spannend hielt.
| Platz | Name                   | Verein         | Weite 1 [m] | Weite 2 [m] | Punkte |
| ----- | ---------------------- | -------------- | ----------- | ----------- | ------ |
| 01.   | Sander Vossan Eriksen  | Bækkelagets SK | 139,0       | 137,5       | 267,6  |
| 02.   | Jo Rømme Mellingsæter  | Orkdal IL      | 128,5       | 134,0       | 259,2  |
| 03.   | Bendik Jakobsen Heggli | Byåsen IL      | 132,0       | 133,0       | 254,4  |
| 04.   | Jens Gaarder           | Raufoss Hopp   | 127,0       | 130,5       | 247,2  |
| 05.   | Jørgen Oliver Strøm    | Alta IF        | 126,5       | 125,5       | 239,6  |

#### Junioren Team
Das Teamspringen der Junioren fand am 7. Februar 2020 von der Normalschanze „Renabakken“ (K-99 / HS-109) in Rena statt. Es nahmen 16 Teams am Wettbewerb teil.
| Platz | Namen                                                                     | Team            | Punkte            | Gesamt |
| ----- | ------------------------------------------------------------------------- | --------------- | ----------------- | ------ |
| 01.   | Iver Olaussen Jo Rømme Mellingsæter Bendik Jakobsen Heggli                | Sør-Trøndelag 1 | 286,1 237,0 255,6 | 778,7  |
| 02.   | Simen Meen Haugeng Pål-Håkon Bjørtomt Adrian Thon Gundersrud              | Akershus 1      | 235,4 240,3 244,4 | 720,1  |
| 03.   | Olav Dvergsdal Prestegård Kristoffer Eriksen Sundal Sander Vossan Eriksen | Oslo            | 181,8 234,0 265,8 | 681,6  |

### Mixed

#### Mixed-Team
Das Mixed-Teamspringen fand am 31. Oktober 2020 auf dem Midtstuen (K-95 / HS-106) in Oslo statt. Auch wenn es in Norwegen seit 2020 eine neue Provinzgliederung gibt, traten die Vereine noch nach der alten Ordnung an. Es nahmen neun Teams am Wettbewerb teil. Die ersten Meister im Mixed-Team wurden Anders Håre, Daniel-André Tande und Silje Opseth.
| Platz | Namen                                                           | Team       | Punkte            | Gesamt |
| ----- | --------------------------------------------------------------- | ---------- | ----------------- | ------ |
| 01.   | Anders Håre Daniel-André Tande Silje Opseth                     | Buskerud 1 | 232,6 238,4 250,3 | 720,8  |
| 02.   | Mats Bjerke Myhren Andreas Granerud Buskum Thea Minyan Bjørseth | Oppland 1  | 203,0 222,9 203,8 | 631,2  |
| 03.   | Halvor Egner Granerud Marius Lindvik Mathilde Årva Selbekk      | Akershus 1 | 258,9 226,5 117,2 | 602,6  |

#### Junioren Mixed-Team
Das Mixed-Teamspringen der Junioren fand am 7. Februar 2020 von der Normalschanze „Renabakken“ (K-99 / HS-109) in Rena statt. Es nahmen vier Teams am Wettbewerb teil.
| Platz | Namen                                                                | Team                 | Punkte            | Gesamt |
| ----- | -------------------------------------------------------------------- | -------------------- | ----------------- | ------ |
| 01.   | Pål-Håkon Bjørtomt Mathilde Årva Selbekk Adrian Thon Gundersrud      | Akershus             | 246,3 172,0 243,2 | 661,5  |
| 02.   | Ola Hannevold Johannessen Heidi Dyhre Traaserud Ole Kristian Baarset | Telemark og Vestfold | 213,9 181,4 261,0 | 656,3  |
| 03.   | Flemming Dolonen Hagen Ingrid Hordvik Kleven Sølve Jokerud Strand    | Buskerud 1           | 202,8 188,9 241,4 | 633,1  |